# پارامونت نتورک
پارامونت نتورک (انگلیسی: Paramount Network) شرکت رسانه‌ای آمریکایی است، که در سال ۱۹۸۳ تأسیس شد.